# Underworld (hudební skupina)
Underworld je anglická hudební skupina založená v roce 1986. Debutovala albem Underneath the Radar (1988), ačkoli ústřední dvojice Karl Hyde a Rick Smith skládala už od roku 1980. Nejznámějším singlem je „Born Slippy“, který zazněl ve filmu Trainspotting v roce 1996.

## Historie
Hyde a Smith začínali v The Screen Gemz, projektu ovlivněném tvorbou Kraftwerk a reggae. Historie The Screen Gemz skončila v roce 1983, kdy vydali u CBS Records dvě alba a současně založili novou skupinu Freur. Po další dvojici alb Underneath the Radar a Change the Weather, tentokráte vydaných u Sire Records, si Underworld dávají pauzu, aby se o čtyři roky později vrátili s deskou dubnobasswithmyheadman. V té době nahrávali s DJ Darrenem Emersonem, proto vyšlo album pod názvem „Underworld Mk2“.
Film Trainspotting proslavil nejen režiséra Dannyho Boylea, ale i Underworld, kteří do něj přispěli skladbami „Born Slippy“ a „Dark & Long (Dark Train remix)“. Prodalo se jí více než milion kopií, dočkala se řady remixů i mashupů. O rok dříve vyšla i verze bez vokálů, známá pod názvem „Born Slippy“.

## Diskografie

### Studiová alba
- 1988: Underneath the Radar
- 1989: Change the Weather
- 1993: dubnobasswithmyheadman
- 1996: Second Toughest in the Infants
- 1999: Beaucoup Fish
- 2002: A Hundred Days Off
- 2007: Oblivion with Bells
- 2010: Barking
- 2016: Barbara Barbara, We Face a Shining Future
- 2019: Drift series 1

### Živá alba
- 2000: Everything, Everything
- 2005: Live in Tokyo 25th November 2005

### Výběrová alba
- 2003: 1992-2002

## Koncerty skupiny v Česku
| Datum             | Město              | Místo                  | Akce                            | Turné                    |
| ----------------- | ------------------ | ---------------------- | ------------------------------- | ------------------------ |
| 9. srpen 2002     | Roudnice nad Labem | Letiště Roudnice       | Creamfields Czech Republic      | A Hundred Days Off       |
| 13. červenec 2005 | Praha              | Kolbenova Park         |                                 | 2005 Tour                |
| 9. únor 2008      | Praha              | Veletržní palác        | Electronic Beats Festival       | Oblivion With Bells Tour |
| 6. červenec 2009  | Hradec Králové     | Letiště                | Rock for People                 | 2009 Tour                |
| 6. červenec 2011  | Praha              | SaSaZu                 | Prague City Festival Afterparty | Barking World Tour       |
| 10. srpen 2013    | Panenský Týnec     | Letiště Panenský Týnec | Open Air Festival               |                          |
| 17. červenec 2016 | Ostrava            | Dolní oblast Vítkovice | Colours of Ostrava              |                          |
| 25. červen 2022   | Praha              | Výstaviště             | Metronome Festival              |                          |